# Деца Волге (роман)
Деца Волге (на руском: Дети мои) је роман руске ауторке Гузељ Јахине. Обухватајући период од двадесетак година руске и совјетске историје, описује живот немачке аутономне заједнице у степама близу реке Волге. Иако је у првом плану учитељ Јакоб Бах и забрањена љубав између њега и његове ученице Кларе, роман доноси димензију о заборављеној историји једне заједнице која је на крају попримила казну само због свог историјског порекла, без обзира што су већина генерација тог краја и рођена и одрасла у Русији. Главни јунак је произвео свој календар, чије су године обележаване одређеним догађајима из тог периода, уско везаним за суровост живота поред Волге, као и историјска збивања која су пратиле описивани период. На српском језику, први пут је издата 2018. у издању Самиздата, а поново 2021. године у издању Лагуне.

## О ауторки
Гузељ Јахина је руска књижевница и сценаристкиња татарског порекла. Рођена је у Казању 1977. године. Дипломирала је на факултету за стране језике "Казањског државног института", а након тога и на Московској филмској школи. Први роман Зулејха отвара очи (2015. године) постао је књижевни догађај у Русији, а проглашен је и за најбоље прозно дело на Међународном сајму књига у Москви исте године. Добитник је и бројних награда, укључујући и најважнију руску књижевну награду "Велика књига" и награду "Јасна пољана".
За роман Деца Волге добила је Награду Немачког културног форума за Источну Европу "Георг Дехио - Бахпраис", 2020. године, Велику награду Иво Андрић од стране Андрићевог института, руску књижевну награду "Велика књига" и многе друге. Јахина је 2020. године награђена наградом руске владе за допринос култури.

## Историја немачке аутономне заједнице у Русији
Први немачки досељеници у Русији су се појавили за време владавине Олге Кијевске. За време владавине Катарине Велике (1762-1796), Немци су чинили добар удео у руској аристократији, због свог доброг образовања и позиција у самом друштву. Углавном нису причали руски, већ су задржали немачки, а као други језик користили су француски, језик тадашње европске буржоазије. За време владавине Катарине Велике и саме, по пореклу Немице, Немци су позивани да населе крајеве који су им додељени, да се саграде чисто немачка села, где би могли да задрже све своје обичаје, језик и веру. Колонизација Немаца је била највећа у доњим токовима Волге, као и око Црног мора.
Немци колонисти су одржавали свој начин живота све до средине 1920-их година, када су подвргнути мерама колективизације у Совјетској Русији и генералној забрани исповедања вере и верског живота на територији читавог Совјетског Савеза. Неке од институција руских Немаца су враћене, тако да је основана Аутономна Совјетска Република Немачка Волга у јулу 1924. године. Након почетка Другог светског рата и напада Нацистичке Немачке, Стаљин је декретом укинуо ову Совјетску републику и наредио протеривање око 438000 Немаца из ове области у Сибир и Казахстан, као и још око 400000 Немаца из Украјине и Крима, уз забрану повратка у Европу, све до Стаљинове смрти 1953. године. 
Након рата и повратка у ове области, упркос томе што није било више репресије, већина Немаца из области Волге су асимилована и интегрисана у руско друштво. Један већи део је, након проглашења Перестројке и каснијег распада Совјетског Савеза одлучио за повратак у Немачку (углавном из области Казахстана и других централноазијских република), а у нешто мањем броју из области Волге. Сматра се да у Русији и даље има око 350000 етничких Немаца.

## Радња романа
Роман прати живот немачког учитеља Јакоба Баха у немачком селу Гнаденталу, који је припадао који је живео у собици у школи и подучавао немачку децу из села. У живот му улази Клара, ћерка локалног богатијег Немца, који га унајмљује да подучава седамнаестогодишњу Клару немачком језику и обичајима. Када је њен отац отишао за Немачку, Клара је остала са Јакобом у вези, коју није прихватила заједница, те су се заједно преселили на њено имање, ван насеља, где ће пар издржавати себе својим радом. Ускоро буду нападнути од стране Руса, опљачкани а Клара бива највероватније силована, док Бах постаје нем. Након девет месеци, добили су девојчицу, али Клара је умрла на порођају. Бах ће наставити да одгаја девојчицу Ану и за њу ће красти млеко из Гнадентала, све док га не ухвате на делу. Пошто схвате да је глув али писмен, почеће, под именом главног совјетског комесара за ту област - Хофмана, објављивати митове и бајке волгошких Немаца, које је раније причао Клари, све до побуне волгошких Немаца против мера колективизације, због глади и умирања деце. Ускоро му се у породицу придружује мали бескућник Васка, киргиско дете одрасло на улицама и по шумама, којег ће Јакоб прихватити као сопственог сина. Он ће се потрудити да подучи Ану руском језику којег зна (углавном псовске и народски језик). Васка је побегао на пролеће, настављајући са лутањима, али се убрзо вратио, због Ане. Због прописа о школовању деце, Баху су деца одузета и смештена у интернат где ће и провести остатак дана. Бах ће их посећивати једном недељно, а остатак ће проводити на сређивању имања, које је желео да преда свој деци да и оно постане некакав интернат. 

### Епилог
Јакоб Иванович Бах је ухапшен 1938. године и осуђен на петнаест година робије. Наредне године је послат у Казахстан на одслужење робије, где ће радити на изградњи индустријских комплекса, а затим у руднику. Погинуо је у руднику 1946. године, услед одрона, са још једанаест затвореника.
Ана Јакобовна Бах завршила је средњу школу - интернат у граду Енгелсу (некадашњем Покровску). Није стигла да положи пријемни за Војну пилотску школу у Енгелсу, због почетка рата. У септембру 1941. године, протерана је са свим Немцима из њеног родног краја - Поволожја у Казахстан, у насеље педесетак километара од њеног оца. У новембру 1942. године протерана је на присилни рад. Због повреде на раду, ампутирана јој је нога 1946. године и постала је инвалид. Наставила је да ради као евидентичарка у совхозу. 
Василиј Васиљевич Волгин је завршио факултет страних језика 1941. године. Био је добровољац у рату и крај Другог светског рата је дочекао у санксонском Гнаденталу на Елби. Вратио се у Поволожје, где је радио у колхозу села Генадјева (бивше насеље Гнадентал). Отишао је 1946. године у Казахстан да потражи Јакоба, али је уместо њега пронашао Ану. Остали су заједно у Жесказгазану, где се запослио као учитељ немачког језика и оженио се Аном. 
Књига Бајке Совјетских Немаца је објављена први пут 1933. године, где се као аутор наводи извесни дописник Хобах, али у последњем издању се губи његово име. Укупно је имала 5 издања у 300000 примерака.